# Segadães
Segadães era una freguesia portuguesa del municipi d'Águeda, amb una superfície de 5,56 km² i 1.169 habitants (2011). La seva densitat de població era de 210,3 habitants/km². És una de les localitats constituents de la vila de Mourisca do Vouga.

## Història
Va ser ciutat i capçalera municipal entre 1516 i 1836. Estava formada per les parròquies d'Eirol i Segadães. L'any 1801 tenia 703 habitants. En dissoldre's, la parròquia de Segadães es va traslladar a la municipalitat de Vouga i la d'Eirol al municipi d'Eixo.
Va ser la seu d'una parròquia extinta (agregada) el 2013, com a part d'una reforma administrativa nacional, havent-se agregat a les parròquies de Trofa i Lamas do Vouga, per formar una nova parròquia anomenada União dónes Freguesias de Trofa, Segadães e Lamas fer Vouga o Trofa, Segadães e Lamas do Vouga.
Segadães juntament amb Trofa ostenten la categoria de Vila.